# دوشنبه آبی
دوشنبهٔ آبی (به انگلیسی: Blue Monday) نامی است که به یک روز تقویمی در اواسط تا اواخر ماه ژانویه اطلاق می‌شود و گفته می‌شود این روز اندوهگین‌ترین روز سال است. این نام اولین‌بار در یک کمپین تبلیغاتی شبکهٔ تلویزیونی اسکای تراول (Sky Travel) در سال ۲۰۰۵ میلادی رواج یافت. با این وجود، دانشمندان، دوشنبهٔ آبی را از نظر مفهومی شبه دانش (Pseudoscience) دانسته‌اند و فرمول محاسبهٔ آن را به تمسخر گرفته‌اند. آبی در زبان انگلیسی معنای احساس اندوه و افسردگی هم دارد.

## روش محاسبه
براساس مطلب مطبوعاتی منتشر شده توسط یک مؤسسهٔ خیریهٔ سلامت روانی فرمول محاسبه چنین است:
{\displaystyle {\frac {[W+D-d]T^{Q}}{MN_{a}}}}
که در آن W=هوا، d=قرض، T=زمان سپری شده از کریسمس، Q=زمان سپری شده ازلحظهٔ با شکست مواجه شدن تصمیم‌های قاطع سال نو، M=مقادیر کم انگیزه گی و Na=احساس نیاز برای اقدام فوری است. D و واحدها درمطلب منتشر شده تعریف نشده‌اند.